# Henk Haverkate
Henk Haverkate (1936 – 2008) fue un pragmatista neerlandés. Catedrático de español en la Universidad de Ámsterdam hasta su jubilación en 1997, Haverkate se especializó en el estudio de la cortesía en la interacción.